# Diacope
Een diacope is een stijlfiguur waarbij één of meerdere gelijke woorden in een versregel worden herhaald met enkele woorden daartussen en de bedoeling de emotionele lading beter te laten uitkomen. 
voorbeelden
- To be, or not to be[1]
- Hoor! Zoo is nooit gezongen! Hoor![2]